# Hiroshima Big Arch
L'Hiroshima Big Arch (広島広域公園陸上競技場) o Edion Stadium Hiroshima (エディオンスタジアム広島) è uno stadio situato a Hiroshima, in Giappone. Lo stadio è stato inaugurato nel novembre 1992. Lo stadio ospita le partite casalinghe del Sanfrecce Hiroshima. Ha una capienza di 36 906 persone.
L'impianto ha ospitato nel 1994 la 12ª edizione dei Giochi asiatici.